# Hector Island
Hector Island är en ö i Kanada.   Den ligger i territoriet Nunavut, i den östra delen av landet, 2 000 km norr om huvudstaden Ottawa. Arean är 17,9 kvadratkilometer.
Terrängen på Hector Island är platt. Öns högsta punkt är 178 meter över havet. Den sträcker sig 5,2 kilometer i nord-sydlig riktning, och 9,5 kilometer i öst-västlig riktning.